# استفان موریسو
استفان موریسو (انگلیسی: Stéphane Morisot؛ زادهٔ ۱۱ ژانویهٔ ۱۹۷۸) بازیکن فوتبال اهل فرانسه است.
از باشگاه‌هایی که در آن بازی کرده‌است می‌توان به باشگاه فوتبال متس، باشگاه فوتبال تروا، باشگاه فوتبال سدان، و باشگاه فوتبال دیژون اشاره کرد.